# Richard Fanshawe
Sir Richard Fanshawe (ur. 1608 w Ware Park w Hertfordshire, zm. 16 czerwca 1666 w Madrycie) – angielski dyplomata oraz poeta i tłumacz.
Miał wykształcenie klasyczne, studiował w Jesus College na Uniwersytecie Cambridge  i w Londynie, a naukę języków kontynuował za granicą. W 1635 roku został sekretarzem ambasadora w Madrycie. W okresie angielskiej wojny domowej był zwolennikiem króla i walczył po jego stronie. Był sekretarzem do spraw wojskowych księcia Walii Karola. W 1647 roku przebywał w Irlandii, organizując pomoc wojskową. Wziął udział w bitwie pod Worcester, gdzie został wzięty do niewoli.
Po odzyskaniu tronu przez Stuartów król Karol II w 1662 roku mianował Fanshawe'a ambasadorem w Portugalii, a w 1664 w Hiszpanii.
Żona Fanshawe'a, lady Anne Fanshawe z domu Harrison, poślubiona w 1644 roku, opisała ich wspólne życie w wydanych w 1829 roku pamiętnikach.
Richard Fanshawe zajmował się także twórczością poetycką, swoje wiersze wydał w 1648 roku łącznie z przekładem Il Pastor Fido Giovanniego Battisty Guariniego. Przełożył także Luzjady Camõesa.